# Ruča
 Ruča  falu Horvátországban Zágráb megyében. Közigazgatásilag Orle községhez tartozik.

## Fekvése
Zágráb központjától 32 km-re, községközpontjától 6 km-re délkeletre a Száva jobb partján, a folyó egyik holtága mellett fekszik.

## Története
1857-ben 517, 1910-ben 617 lakosa volt. Trianon előtt Zágráb vármegye Nagygoricai járásához tartozott. 1996-ban az újonnan alapított Orle községhez csatolták. 2001-ben a falunak 274 lakosa volt.

## Lakosság
| Lakosság változása | Lakosság változása | Lakosság változása | Lakosság változása | Lakosság változása | Lakosság változása | Lakosság változása | Lakosság változása | Lakosság változása | Lakosság változása | Lakosság változása | Lakosság változása | Lakosság változása | Lakosság változása | Lakosság változása |
| ------------------ | ------------------ | ------------------ | ------------------ | ------------------ | ------------------ | ------------------ | ------------------ | ------------------ | ------------------ | ------------------ | ------------------ | ------------------ | ------------------ | ------------------ |
| 1857               | 1869               | 1880               | 1890               | 1900               | 1910               | 1921               | 1931               | 1948               | 1953               | 1961               | 1971               | 1981               | 1991               | 2001               |
| 517                | 526                | 558                | 560                | 606                | 617                | 556                | 565                | 478                | 494                | 454                | 416                | 357                | 302                | 274                |

## Nevezetességei
Szent Flórián tiszteletére szentelt kápolnája.

## Külső hivatkozások
- Orle község hivatalos oldala
- Orle község rövid ismertetője